# Красный Сулин
Красный Сулин (до 1926 — Сулин) — город в России, административный центр Красносулинского района Ростовской области, а также Красносулинского городского поселения.
Население — 35 697 чел (2021).

## География
Город Красный Сулин расположен в центральной части Ростовской области, у северо-восточных отрогов Донецкого кряжа, на реке Кундрючьей. Расстояние от города Красный Сулин до областного центра города Ростова-на-Дону составляет 100 километров.

## История
История города Красный Сулин начинается в конце XVIII века с основания поселения на реке Кундрючьей, получившего название Хутор Сулин. Официальные документы подтверждают: «25 сентября 1797 года войсковой канцелярией было позволено донскому казачьему полковнику Андрею Сулину занять место под построение хутора для поселения малороссиян на реке Кундрючьей при впадении в неё Большой Гнилуши».
В 1914 году — х. Сулиновско-Кундрюческий Новочеркасской станицы.
Хутор Сулин является только первым поселением. Он не получил особого территориального развития в агломерации соседствующих имений и хуторов. Вторым поселением был хутор Скелеватский — центр имения генерал-майора Евтея Черевкова — строителя новой столицы Донского казачества — города Новочеркасска, сподвижника походов атамана М. Платова.
В 1806 году сын Евтея — Федор Черевков, участник Суворовского Итальянского похода, основал поблизости к х. Сулину и х. Скелеватскому своё поместье и хутор «Малый Черевков» (ныне поселок Вербенский) на левом берегу реки Кундрючьей.
В 60-е годы XIX века близ хутора пролегла железная дорога Воронеж — Ростов-на-Дону, а вскоре уральский промышленник Пастухов построил чугунолитейный завод (будущий Сулинский металлургический завод). Весной 1888 года завод посетил русский учёный Д. И. Менделеев, совершивший большую поездку по Донецкому краю.
С расширением завода рос и хутор Сулин, а также прилегающие к заводу поселки. Перед началом революции 1917 года население Сулина и прилегающих посёлков составляло около 18 тысяч. На заводе и рудниках работало более 5 тысяч человек. В 1905 году здесь был создан один из первых на юге России Совет рабочих депутатов, во главе с большевиками.
В марте 1926 года поселок Сулин был преобразован в город — Красный Сулин в составе Северо-Кавказского края.
В 1936 году начинается закладка Несветайской электростанции. Ввод её в эксплуатацию совпал с началом Великой Отечественной войны. В годы предвоенных пятилеток были открыты новые угольные шахты, расширены железнодорожный узел и паровозное депо. Была развернута работа по строительству крупного алюминиевого комбината. Из предприятий местной промышленности работали хлебозавод, молзавод, промкомбинат, мельницы.
Летом 1942 года немецкая авиация разбомбила город и разрушили металлургический завод.
21 июля 1942 года советские органы и войска оставили город Красный Сулин, оккупированный германскими войсками. Оккупация Красного Сулина длилась семь месяцев (21 июля 1942 — 14 февраля 1943).
14 февраля 1943 года освобождён от германских войск Красной Армией Юго-Западного фронта в ходе Ворошиловградской операции:
- 5-й танковой армии в составе: часть войск 47-й гв. сд (генерал-майор Осташенко, Фёдор Афанасьевич)[5].

Весной 1943 года было начато восстановление металлургического завода, на котором 20 сентября 1943 года печь № 6 дала плавку металла.
После войны город Красный Сулин, металлургический завод и другие предприятия промышленности были фактически построены заново. С сентября 2023 года в городе новый глава - Алексей Москаленко.

## Население
| 1931    | 1939    | 1959    | 1967    | 1970    | 1979    | 1989    | 1992    | 1996    | 1998    | 2002    | 2003    |
| ------- | ------- | ------- | ------- | ------- | ------- | ------- | ------- | ------- | ------- | ------- | ------- |
| 26 100  | ↗33 900 | ↗39 824 | ↗41 000 | ↗41 684 | ↗42 566 | ↗43 133 | ↗43 200 | ↗47 200 | ↘44 300 | ↘44 187 | ↗44 200 |
| 2005    | 2006    | 2007    | 2009    | 2010    | 2011    | 2012    | 2013    | 2014    | 2015    | 2016    | 2017    |
| ↘43 400 | ↘43 100 | ↘42 900 | ↘42 403 | ↘40 866 | ↗40 900 | ↘40 358 | ↘39 859 | ↘39 497 | ↘39 212 | ↘38 948 | ↘38 567 |
| 2018    | 2019    | 2020    | 2021    |         |         |         |         |         |         |         |         |
| ↘38 284 | ↘37 787 | ↘37 627 | ↘35 697 |         |         |         |         |         |         |         |         |

На 1 января 2025 года по численности населения город находился на 437-м месте из 1124 городов Российской Федерации.

## Экономика
Многие десятилетия градообразующим предприятием для Красного Сулина был Сулинский металлургический завод.
В 70-х годах был построен второй по величине завод металлоконструкций — «ЗМК», переименованный впоследствии в «Строиметкон», «ДМК» просуществовал до 2017 года. Силами завода был построен микрорайон «50 лет Октября».
На территории города функционируют предприятия и организации:
- Сулинский щебеночный завод филиал ОАО «ПНК»
- ООО «Гардиан Стекло Ростов»
- ООО «Завод ТЕХНО»
- ООО «Красносулинское ХПП»
- ОАО «Красносулинхлеб»
- ООО «Южсталь»
- ЗАО «Сулинполиграфсервис»

### Транспорт

#### Железнодорожный
Железнодорожная станция Сулин Ростовского региона Северо-Кавказской железной дороги расположена в городе Красный Сулин на электрифицированной двухпутной магистрали «Лихая—Ростов-Главный». Через станцию осуществляется пассажирское движение поездов дальнего следования и пригородного сообщения, а также движение грузовых поездов. В черте города имеется платформа «Красный Сулин» для остановки пригородных поездов.

#### Автомобильный
Через территорию Красносулинского района проходит автомобильная дорога федерального значения М4 «Дон» Москва — Новороссийск, а также автодороги регионального и местного значения.
В городе Красный Сулин имеется остановочный пункт ПАО «Донавтовокзал», через который осуществляется автобусное сообщение с областным центром — городом Ростовом-на-Дону, другими населёнными пунктами Ростовской области.

#### Городской общественный
В городе Красный Сулин общественный транспорт представлен автобусами малой вместимости (маршрутные такси), а также частными фирмами такси.
Городские маршруты:
- № 1 «Центр — Сулин — Клевцов»
- № 3 «Центр — Южный»
- № 4 «Центр — Раково»
- № 5 «Центр — Скелеватка»
- № 6 «А» «Центр — 50 лет Октября — Горгаз — Центр»
- № 6 «Б» «Центр — Горгаз — 50 лет Октября — Центр»
- № 8 «Центр — Заречный»

Пригородные маршруты:
- № 101 «Центр — х. Черевково»
- № 102 «Центр — х. Малая Гнилуша»
- № 104 «Центр — х. Прохоровка — х. Пролетарка»

## Социальная сфера

### Медицина
ГБУ РО «Центральная районная больница» в Красносулинском районе (г. Красный Сулин, ул. Фурманова,32) является основным лечебным учреждением района. В структуру больницы входят 5 амбулаторий, отделение сестринского ухода на базе Садкинской амбулатории и 47 фельдшерско-акушерских пунктов.

### Образование
В систему дошкольного образования Красносулинского района входят 28 учреждений.
Образовательный комплекс Красносулинского района включает — 37 общеобразовательных учреждений. Из них: 27 — средние общеобразовательные школы, лицей № 7, 8 — основных общеобразовательных школ, 1 — открытая (сменная) общеобразовательная школа.
В Красносулинском районе 4 учреждения дополнительного образования: МБУ ДО ГЦВР «Досуг», МБУ ДО РЦВР, МБУ ДО ЦДТТ, МБУ ДО «Межшкольный учебный комбинат».
На территории Красносулинского района имеется образовательное учреждение среднего профессионального образования: ГБПОУ РО «Красносулинский колледж промышленных технологий».

## Достопримечательности
- Памятник В. И. Ленину.
- Памятник почтальону.
- Памятник «Часы жизни»[арм.]. Открыт в честь 200-летия города. Он представляет собой солнечные часы, показывающие время.
- Аллея Памяти.
- Мемориал «Победа» (1975) с вечным огнём скульптурой советского солдата. К 40-й годовщине Великой Победы рядом с мемориалом была открыта Аллея Славы с барельефами героев.
- Памятник на братской могиле партизан, расстрелянных белоказаками в 1918 году, а также коммунистов и комсомольцев — членов подпольной группы, действовавшей в гор. Красный Сулин и расстрелянной немцами 1 сентября 1942 года. Двухфигурный железобетонный памятник имеет высоту в 3 метра. Скульптуры солдат с флагом возвышаются на каменном, облицованном кафельными плитами пьедестале. Памятник установлен в ноябре 1957 г. Сулинским металлургическим заводом. На пьедестале установлена мемориальная доска с надписью: «ВЕЧНАЯ СЛАВА ГЕРОЯМ, ПАВШИМ В БОРЬБЕ ЗА СВОБОДУ И НЕЗАВИСИМОСТЬ НАШЕЙ РОДИНЫ В ГРАЖДАНСКОЙ И ОТЕЧЕСТВЕННОЙ ВОЙНАХ».
- Парк имени Андрея Сулина

## Музеи
Музей казачьей культуры расположен по адресу улица Металлургов, 41. В экспозиции музея представлены экспонаты, посвящённые жизни и быту донских казаков.
Историко-краеведческий музей расположен в здании Районного дворца культуры по адресу: ул. Культуры, 1.

## Храмы
- Свято-Покровский храм (возведён в 1911 году) — единственный из 3-х православных храмов (существовали также Андреевский храм в пос. Сулин и Александро-Невский недалеко от завода Пастухова), сохранившийся на территории города. По архитектуре напоминает копию в миниатюре Вознесенского Кафедрального собора города Новочеркасска. Является памятником истории и культуры РФ регионального значения (Решение Малого Совета облсовета № 325 от 17 декабря 1992 года).
- Храм Великомученицы Екатерины — был открыт и освящён 10 мая 2013 года, в пятницу Светлой седмицы, епископом Шахтинским и Миллеровским Игнатием.
- Александро-Невский храм (новый) — открыт в районе Голонок в декабре 2012 года. Изначально здание использовалось как клуб. В начале 2012 года клуб был передан Русской православной церкви.

Ранее в городе существовал большой Александро-Невский храм, рассчитанный на посещение одновременно до 1000 прихожан. Храм был построен для духовного окормления прихожан Сулиновского заводского поселения и окружающих хуторов. 5 марта 1898 года на имя Архиепископа Донского и Новочеркасского было написано прошение о постройке в Сулиновском заводском поселении храма. К прошению было приложены чертежи от управляющего «чугунолитейным и железоделательным заводом» Петра Пастухова. В прошении было сказано, что «необходимость постройки Храма является очевидной, как вследствие постоянного роста населения при заводе, достигающее в настоящее время пяти тысяч человек, так и вследствие отдалённости от завода ближайшего храма».
Чугунолитейный и железоделательный завод в это время находился на территории, называвшейся тогда Область Войска Донского, занимавшей современные Ростовскую и Волгоградскую области Российской Федерации. Потомственный Почётный Гражданин, владелец Сулинского металлургического завода Николай Петрович Пастухов, использовал два участка войсковой земли по контракту, который он заключил с администрацией 17 августа 1892 года. Церковь в поселении Николай Петрович Пастухов решил строить на собственные средства. После окончания аренды земли построенный храм должен был перейти в собственность Войска Донского. В 1898 году строительство каменного храма одобрили члены Донской Духовной Консистории. План постройки церкви был подписан Епархиальным Архитектором, который должен был наблюдать за строительством.
Строительство каменного храма продолжалось до 1900 года, когда он был освящен. Построенный Александро-Невский храм вмещал до 1000 человек молящихся. Строительство храма, содержание клира проходило на средства Н. П. Пастухова.
Рядом с храмом были сооружены хозяйственные пристройки, которые сохранились до настоящего времени. При храме была построена и функционировала церковно-приходская школа. В ней обучались дети, родители которых работали на чугунолитейном и железоделательном заводе Николая Пастухова. В школе преподавали священнослужители храма Александра Невского.
Храм просуществовал с 1900 по 1931 год. Службы продолжались и после 1917 года до 20-х годов XX века. Потом храм был закрыт. Храм постепенно ветшал и был частично разрушен. В годы Великой Отечественной войны на здание церкви упала и взорвалась бомба. После освобождения поселения советскими войсками храм был разграблен и вскоре разобран.

## СМИ
- Информационный портал Красного Сулина
- «Ёрш. Красный Сулин»
- КТРК «СУЛИН»
- Газета «Красносулинский вестник»
- Медиа-холдинг «Красный Бумер»
- Радио Дача — 100.2 FM
- FM-на Дону — 101.5 FM

## Связь

### Сотовая связь
- Билайн,
- МегаФон,
- МТС,
- Tele2.
- Yota